# Cantonul Montbenoît
Cantonul Montbenoît este un canton din arondismentul Pontarlier, departamentul Doubs, regiunea Franche-Comté, Franța.

## Comune
- Les Alliés
- Arçon
- Arc-sous-Cicon
- Aubonne
- Bugny
- La Chaux
- Gilley
- Hauterive-la-Fresse
- La Longeville
- Maisons-du-Bois-Lièvremont
- Montbenoît (reședință)
- Montflovin
- Ouhans
- Renédale
- Saint-Gorgon-Main
- Ville-du-Pont